# Ulpi Julià
Ulpi Julià (en llatí Ulpius Julianus) va ser un funcionari i militar romà del segle iii.
L'emperador Caracal·la li va encarregar de fer el cens. Sota Macrí va ser nomenat prefecte del pretori, i el van enviar a Antioquia per sufocar la revolta d'Elagàbal, però va ser mort per les seves pròpies tropes l'any 218.